# Élections générales néo-écossaises de 1970
L'élection générale néo-écossaise de 1970 se déroule le 13 octobre 1970 afin d'élire les députés de l'Assemblée législative de la Nouvelle-Écosse. Il s'agit de la 27e élection générale dans la province de Nouvelle-Écosse depuis la confédération de 1867 et la 50e depuis la création de l'Assemblée législative en 1758.

## Résultats
| Parti                               | Parti                      | Chef               | Sièges | Sièges | Sièges  | Voix    | Voix    | Voix    |
| ----------------------------------- | -------------------------- | ------------------ | ------ | ------ | ------- | ------- | ------- | ------- |
| Parti                               | Parti                      | Chef               | 1967   | Élus   | % Diff. | #       | %       | % Diff. |
|                                     | Libéral                    | Gerald Regan       | 6      | 23     | +283 %  | 174 943 | 46,08 % |         |
|                                     | Progressiste-conservateur  | George Isaac Smith | 40     | 21     | -47,5 % | 177 986 | 46,88 % |         |
|                                     | Nouveau Parti démocratique | Jeremy Akerman     | -      | 2      |         | 25 259  | 6,65 %  |         |
|                                     | Indépendant                | Indépendant        | -      | -      | -       | 1 464   | 0,39 %  |         |
| Total                               | Total                      | Total              | 46     | 46     | -       | 379 652 | 100 %   |         |
| Source : (en) Elections Nova Scotia |                            |                    |        |        |         |         |         |         |